# Diòcesi titular
Una seu titular a l'Església Catòlica Romana és una diòcesi o arxidiòcesi que avui només existeix en el títol. Està a càrrec d'un bisbe o arquebisbe titular, que no és un bisbe diocesà ordinari; en contrari és un oficial de la Santa Seu, o un bisbe auxiliar d'una diòcesi territorial, o el cap d'una jurisdicció que és equivalent a una diòcesi sota el dret canònic.
Les seus titulars corresponen a antics bisbats que al llarg dels segles van desaparèixer per qualsevol causa. Abans del Concili Vaticà II algunes d'aquestes diòcesis eren anomenades in partibus infidelium (en llocs d'infidels), epítet que va ser suprimit per a no ofendre ningú.
Atès que segons l'esmentat dret canònic tots els cardenals han de ser bisbes, quan és elevat a la porpra qualsevol eclesiàstic que només és sacerdot immediatament se'l consagra i se li atorga una diòcesi titular.

## Seus titulars als Països Catalans
- Besalú
- Dénia
- Ègara
- Empúries
- Illici (Elx)
- Rotdon (Roses)
- Saetabis (Xàtiva)